# Al Jazeera America
Al Jazeera America était une chaîne de télévision américaine d'information en continu lancée le 20 août 2013,. Elle a cessé toutes activités et ses émissions en fin de soirée, le 12 avril 2016.

## Histoire
Al Jazeera America (AJAM) était une chaîne d'information qui appartenait au réseau des médias Al Jazeera. Le canal a été lancé le 20 août 2013 pour rivaliser avec les chaines américaines d'information CNN, Fox News et sur certains marchés, RT Amérique. La chaîne était deuxième entrée d'Al Jazeera sur le marché de la télévision américaine, après le lancement de BeIN Sport en 2012. 
Al Jazeera America émettait depuis des studios situés au premier étage du Manhattan Center à New York. La chaîne avait également douze bureaux situés à travers les États-Unis d’Amérique tels que Washington, Chicago, Détroit, Nashville, Los Angeles, Seattle, La nouvelle Orleans, Dallas, Denver, Miami et San Francisco (l'ancien siège de la télévision et le siège actuel de canal en ligne AJ +).
Le canal a été petite sœur de langue anglaise UK Al Jazeera English. Bien exploitée et gérée de façon totalement séparée avec la direction de l'Amérique basée aux États-Unis, les deux partagent des studios américains et bureaux.
La chaîne, financée par le gouvernement du Qatar, avait racheté Current TV. Al Jazeera America a eu des problèmes économiques et sa gestion a été vivement critiquée. En janvier mai 2015, le directeur de la chaîne Ehab al-Shihabi, a été contraint de partir et a été remplacé par Al Anstey.
Anstey a rejoint Al Jazeera en 2005 et a occupé divers postes de direction dans l'organisation. Al Anstey notamment a été directeur des nouvelles pour Al Jazeera English, chargé de la division de l'information et du contenu éditorial. Depuis 2010 il occupait la fonction de directeur général d'Al Jazeera English depuis 2010.
Durant son mandat de directeur général d'Al Jazeera English, le canal est devenu un leader dans le domaine de l'information internationale gagnant plusieurs prix célébrant son travail de journalisme.
Sous la direction de Anstey le canal devient accessible à plus de 250 millions de foyers à travers le monde dans plus de 130 pays. Malgré cela les chiffres d'audience ne se sont pas améliorés. Le comité de direction décide, en janvier 2016, de fermer la chaîne et de ne plus émettre après le 30 avril 2016. La chaîne employait 700 personnes.

## Prix et récompenses
En 2014, Al Jazeera Amérique et le producteur Reed Lindsay ont remporté un prix Gracie de la fondation de l'Alliance pour les femmes dans les médias. Cela dans la catégorie "Outstanding Hard News Feature" pour l'histoire "Fists of Fury". Ce prix était alors le premier prix obtenu par la chaîne Al Jazeera Amérique.
Al Jazeera America a également remporté un prix Shorty pour "Best News Twitter Account". 
L’émission Fault Lines a remporté deux prix Peabody en 2013 pour les épisodes "Haïti en temps du choléra" et "Made in Bangladesh». Elle a également remporté un prix du journalisme Robert Francis Kennedy pour "Made in Bangladesh».
Le 30 septembre 2014, Fault Lines remporte un Emmy Award dans la catégorie magazine d'information pour le documentaire d'investigation "Haïti en temps du choléra".
Au début de l'année 2015, le travail de l'équipe numérique de Al Jazeera America a été consacré par un prix d'excellence pour son portfolio de photo publiées lors de la compétition internationale de la photo de l'année. 
En avril 2015, Al Jazeera America a remporté seize prix nationaux dont sept première place gagnées dans diverses catégories, y compris les «réseaux de diffusion de télévision, les réseaux câblés.

## Émissions
- Fault Lines[9]
- Inside Story[9]